# Frithiof Mårtensson
Folke Frithiof Martens Mårtensson (Eslöv, Escània, 19 de maig de 1884 - Estocolm, 20 de juny de 1956) va ser un lluitador suec que va competir a principis del segle xx. El 1908 va prendre part en els Jocs Olímpics de Londres, on guanyà la medalla d'or de la categoria del pes mitjà de lluita grecoromana, en guanyar la final contra el seu compatriota Mauritz Andersson.